# Battle royal
Battle royal (plural battles royal), refere-se tradicionalmente a um combate envolvendo três ou mais lutadores até que somente um se mantenha em pé. Recentemente, este termo tem sido usado geralmente para se referir a qualquer combate que envolva um grande número de pessoas.

## Formas do Battle Royal

### Roma Antiga
O termo battle royal foi primeiramente usado pelos Romanos para referir uma forma de combate gladiatorial envolvendo um número de gladiadores, armados ou não, até que somente um se mantinha de pé ou vivo. Esses combates tendiam a ser particularmente brutais, mesmo para os Romanos. Os primeiros Cristãos, como São Jerônimo e Santo Hilário de Poitiers, protestaram activamente contra esta forma de entretenimento selvagem, sem sucesso.

### Boxe
Após o colapso do império Romano, o battle royal caiu com ele, ressurgindo somente no Século XIX, nos EUA.
Antes de 1865, quando a 13º Emenda à Constituição dos Estados Unidos foi assinada, as battles royal apareciam frequentemente nos undercards dos combates de boxe. Esses combates normalmente envolviam cinco ou seis escravos a lutarem entre si. Dependente das regras pré-acordadas, estes combates geralmente acabavam quando só um lutador se mantivesse em pé. O dono do vencedor receberia um prémio.
A prática destes battles royal continuaram até à abolição da escravatura. Ainda assim, houve combates, realizados ilegalmente, pelo menos até aos anos 30.
Muitos boxeadores negros ganharam experiência primeiramente nestas battles royal. Desses incluem-se: Jack Johnson, Beau Jack e Joe Gans.

### Wrestling profissional
No wrestling profissional, o battle royal é um combate envolvendo entre quatro a sessenta wrestlers que se decorre integralmente dentro do ringue - um wrestler é eliminado quando outro wrestler consegue um pinfall ou nocaute (raramente ganha-se por submissão). Algumas promoções permitem eliminações por cima das cordas (por exemplo a WWE com o seu clássico anual Royal Rumble). Os battles royal são frequentemente usados para determinar o candidato principal a um título, ou para conquistar um título vago.